# 육군예비사관학교
일본 육군예비사관학교(日本 陸軍予備士官学校)는 일본 제국 도호쿠 지방 미야기현 센다이시 소재 일본 제국 육군 초급사관학교다. 1927년 8월 21일부터 1945년 9월 30일까지 운영되었다.